# Aiti
Aiti är en kommun i departementet Haute-Corse på ön Korsika i Frankrike. Kommunen ligger i kantonen Bustanico som tillhör arrondissementet Corte. År 2022 hade Aiti 29 invånare.

## Befolkningsutveckling
Antalet invånare i kommunen Aiti
Referens:INSEE